# Les Farges
Les Farges är en kommun i departementet Dordogne i regionen Nouvelle-Aquitaine i sydvästra Frankrike. Kommunen ligger i kantonen Montignac som tillhör arrondissementet Sarlat-la-Canéda. År 2022 hade Les Farges 308 invånare.

## Befolkningsutveckling
Antalet invånare i kommunen Les Farges
Referens:INSEE